# Sturmpanzerwagen A7V
El Sturmpanzerwagen A7V fue un tanque utilizado por el Ejército Imperial alemán en 1918, cerca del final de la Primera Guerra Mundial. 
El A7V fue nombrado después del comité formado por el Allgemeines Kriegsdepartement, Abteilung 7: Verkehrswesen (Departamento de Guerra General, Sección 7: Transporte) para llevar a cabo el desarrollo del tanque. En alemán el tanque fue llamado Sturmpanzerwagen (vehículo blindado de asalto).
Cientos de chasis fueron pedidos a principios de 1917, diez para ser terminados como vehículos de combate en cuerpos blindados, y el resto como los portadores de carga de Überlandwagen. El número de blindados se aumentó posteriormente a veinte. Entraron en acción de marzo a octubre de ese año, y fue el único tanque que produjo Alemania en la Primera Guerra Mundial que ganó estatus operacional.

## Historia
Después de la aparición en septiembre de 1916 de los primeros tanques británicos en el frente occidental, un comité fue formado por el Allgemeines Kriegsdepartement, Abteilung 7: Verkehrswesen. El proyecto recibió el título A7V como medida de seguridad.
El proyecto para diseñar y construir el primer tanque alemán fue colocado bajo la dirección de Joseph Vollmer, ingeniero y capitán de la reserva y uno de los principales diseñadores de automóviles de Alemania. Con alrededor de 30 toneladas debía ser capaz de cruzar zanjas de hasta 1.5 m de ancho, con un armamento que incluía un cañón en la parte delantera y otro en la trasera, así como varias ametralladoras, y alcanzar una velocidad máxima de 12 km/h como mínimo. 
La tracción se basó en la del tractor Holt, ejemplos de los cuales fueron obtenidos del ejército austríaco, que utilizó algunos para remolcar su artillería pesada. Después de que los planes iniciales fueron examinados por el ejército en diciembre de 1917 el diseño fue extendido a un chasis universal que podría utilizarse como base para un tanque o un transporte de carga Überlandwagen (vehículo de todoterreno).
El primer prototipo fue completado por Daimler-Motoren-Gesellschaft en Berlín-Marienfelde y probado el 30 de abril de 1917. Una maqueta de madera de una versión final fue completada en mayo de 1917 y evaluada en Maguncia con 10 toneladas de lastre para simular el blindaje. Durante el diseño final fue retirado el cañón orientado hacia atrás y el número de ametralladoras se incrementó a seis. 
El primer A7V de preproducción se entregó en septiembre de 1917, seguido por el primer modelo de producción en octubre de 1917. Los tanques fueron entregados a las Unidades de Tanques de Asalto 1 y 2, fundadas el 20 de septiembre de 1917, cada una con cinco oficiales y 109 suboficiales y soldados.

## Descripción
La tripulación normalmente consistía en 16 soldados y dos oficiales: comandante, conductor, mecánico, mecánico jefe, doce infantes servidores de ametralladoras (seis tiradores y seis cargadores), y dos artilleros (artillero principal y cargador).

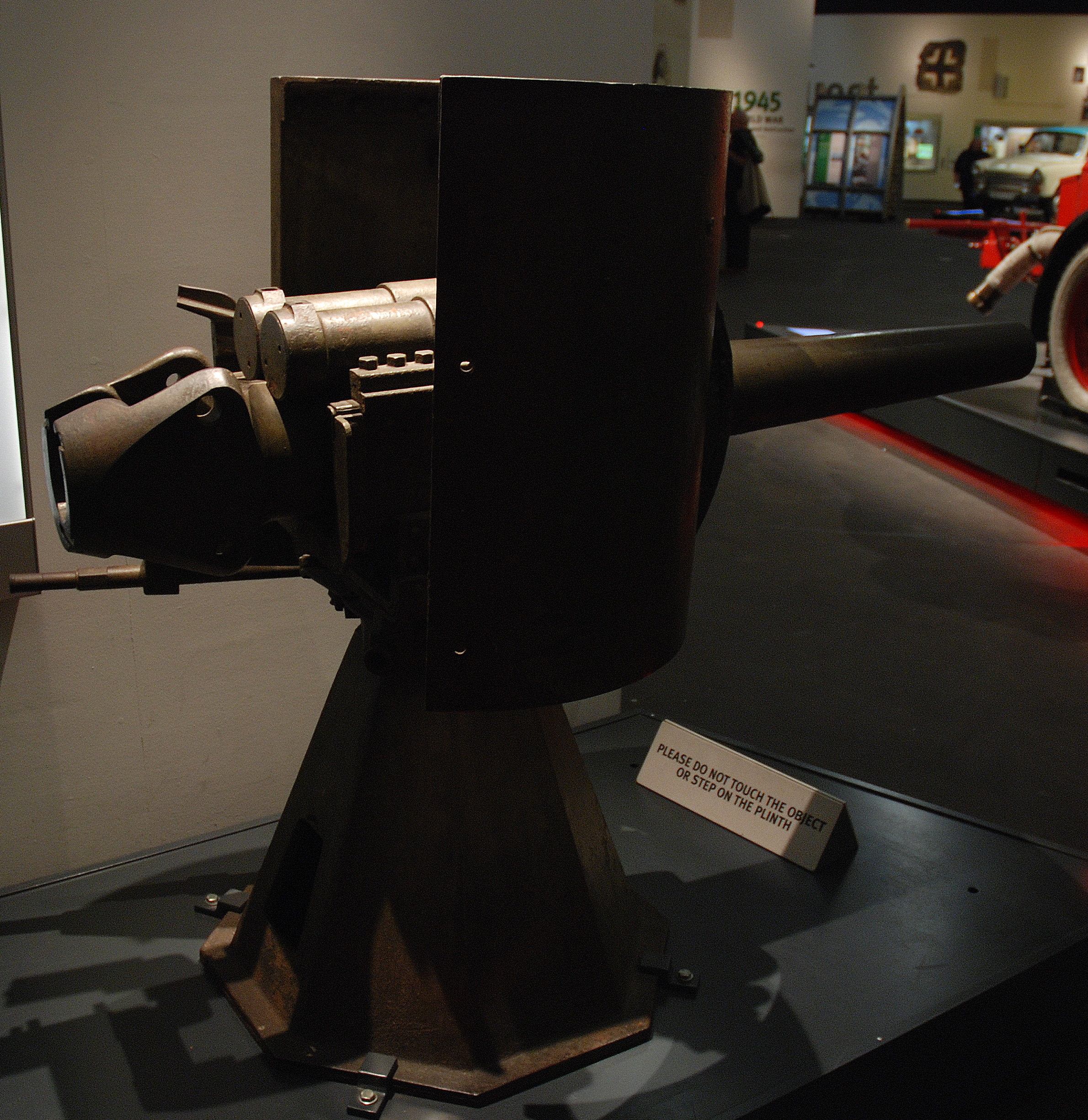
Un cañón de fortificación de 5.7 cm Maxim-Nordenfelt, posiblemente fabricado bajo licencia en Rusia en 1900, del A7V "Schnuck"

El A7V estaba armado con seis ametralladoras MG08/15 ( Maschinegewehr 08 ) de 7.92 mm y un cañón de 57 mm en el frente. La variante Hembra tenía dos ametralladoras más en lugar del cañón. No se sabe si se empezaron a producir así o cuando se transformaron. Algunas fuentes dicen que solo el chasis 501 tuvo variante Hembra.
El tanque tenía placas de acero de 20 mm en los lados y 30 mm en el frente; sin embargo el acero no era tan resistente como las placas blindadas, lo cual redujo su efectividad. Era suficiente para detener balas de fusil y ametralladora, pero no los grandes calibres. Proporcionaba protección comparable a los blindajes más delgados de otros tanques del periodo que usaban acero más duro.
Estaba propulsado por dos motores lineales de gasolina Daimler de 4 cilindros y 100 cv (74 kW) cada uno. La máxima velocidad era de 15 km/h en caminos y 5 km/h en todo terreno. Llevaba 500 l de combustible.
La suspensión de 24 ruedas se lanzó individualmente, una ventaja sobre los tanques británicos no suspendidos. Comparado con otros tanques de la Primera Guerra Mundial, la velocidad de la A7V era bastante alta, pero el vehículo tenía una capacidad todoterreno muy pobre y un centro de gravedad alto , lo que lo hacía propenso a atascarse o volcarse en pendientes pronunciadas.

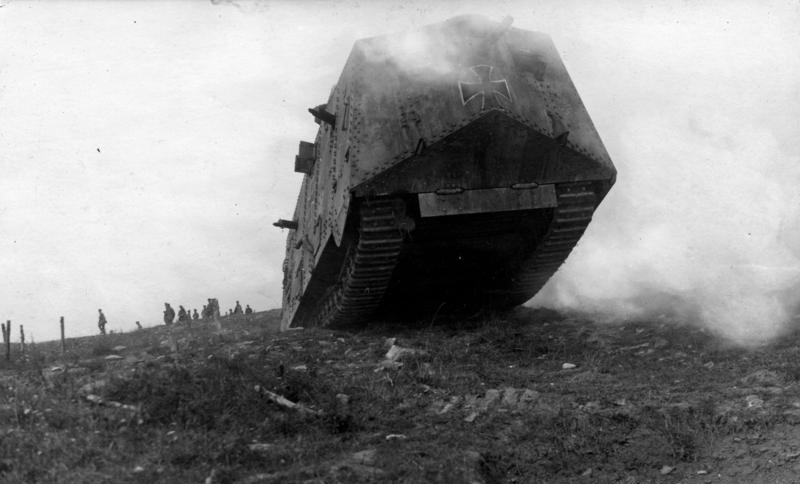
En terreno accidentado.

Era tan lento como los tanques de la época, pero tenía una muy pobre capacidad todo terreno y se atascaba con suma facilidad. El frontal en forma de punta no permitía ver con claridad el suelo y su bajo piso dificultaba el cruzar las trincheras o los terrenos pantanosos. Sin embargo, en terreno abierto permitía tener más potencia de fuego que otros vehículos blindados. Su relación potencia/peso era 6.8 cv/ton (5.1 kW/ton, cruce de trincheras hasta los 2.3 m y sobrepasar los obstáculos de entre 2 y 4 dm.
Existieron otros 30 chasis, construidos sin blindaje y utilizados como transporte de campo.

## Historial de combate

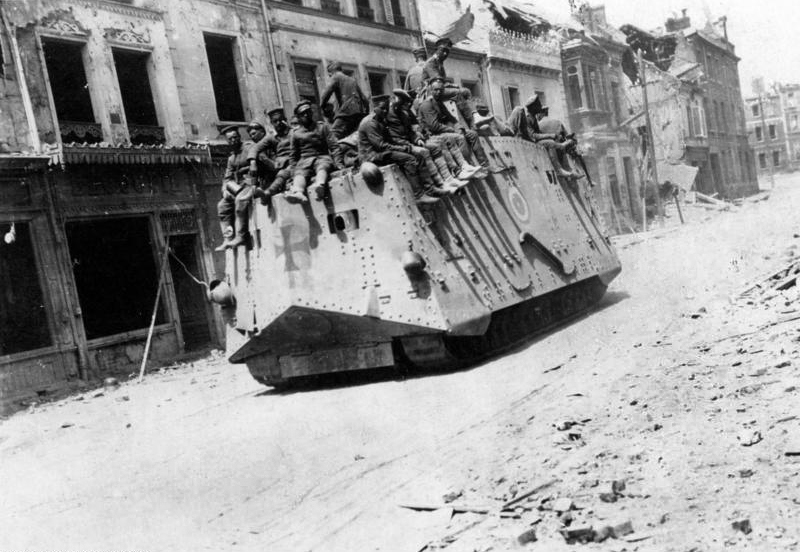
Un A7V en Roye el 21 de marzo de 1918

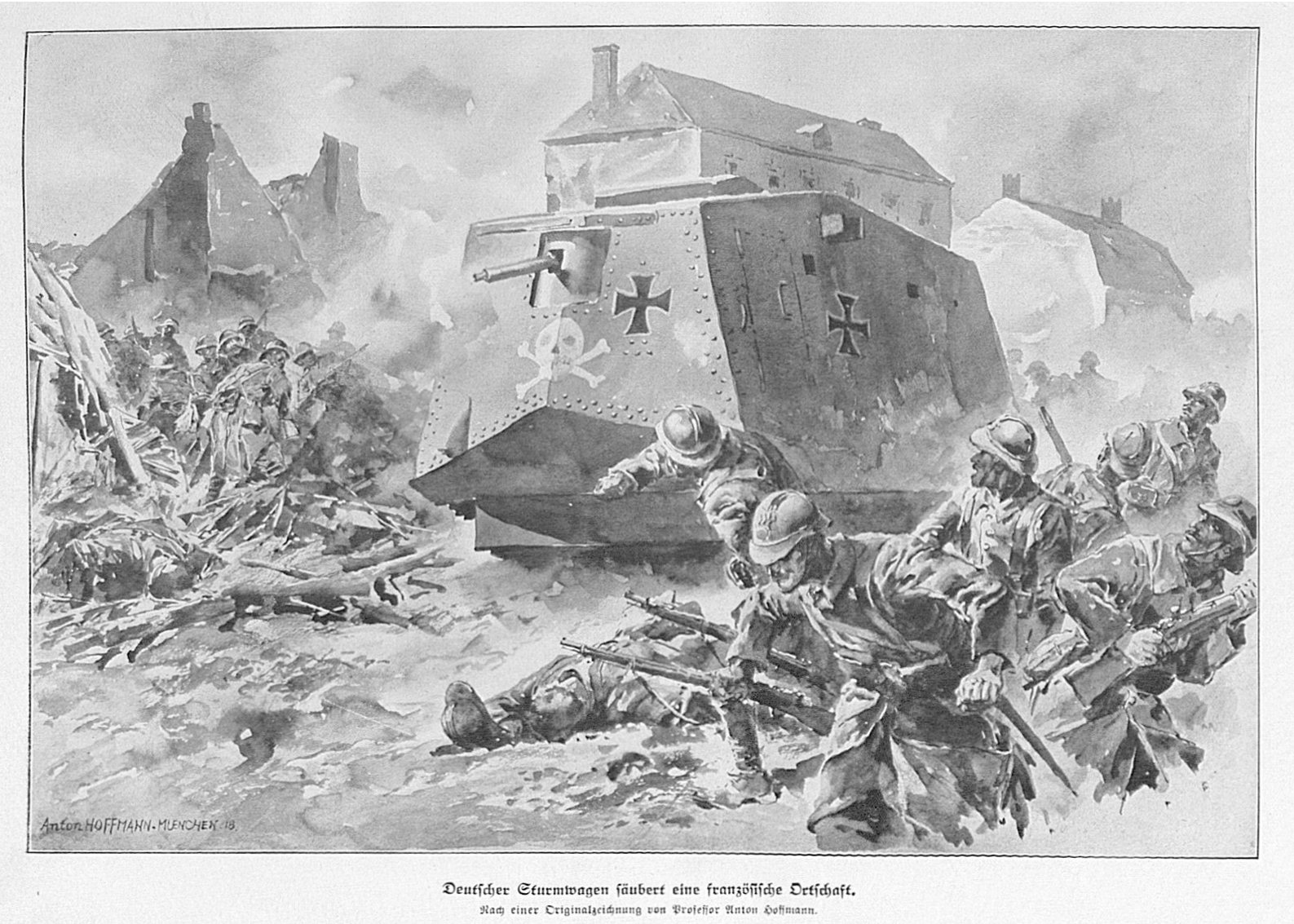
Un vehículo de asalto alemán limpia un pueblo francés

El A7V tuvo su bautismo de fuego el 21 de marzo de 1918. Fue desplegado al norte del canal de San Quintín. El A7V ayudó a detener un avance menor británico en el área, pero igualmente vio poca acción ese día.
Su primer combate tanque contra tanque ocurrió el 24 de abril de 1918 cuando tres A7V (incluido el chasis 561 conocido como NIXE) que atacaban a la infantería aliada se encontraron con tres Mark IV (dos tanques Hembra y un Macho con un cañón de 57 mm) cerca de Villers-Bretonneux. Durante la batalla los tanques de ambos bandos fueron dañados. Según el comandante del tanque líder, el 2.º teniente Frank Mitchell, los Mark IV Hembra tuvieron que retirarse tras ser dañados por proyectiles antiblindaje. Los Mark IV Hembra no podían dañar al A7V con sus ametralladoras, entonces Mitchell atacó al tanque alemán líder comandado por el 2.º teniente Wielhlem Blitz.
Disparó tres veces y prosiguió contra la infantería. Los dos restantes A7V se retiraron. Como el tanque del teniente Mitchel también se retiró, otros 7 Whippet se encargaron de la infantería. Se perdieron 4 de esos tanques y no se sabe si alguno de ellos atacó a los A7V que se retiraban. El tanque del 2.º teniente Mitchell fue alcanzado en una oruga por un proyectil de mortero y fue abandonado. El A7V destruido fue recuperado más tarde por las fuerzas alemanas.

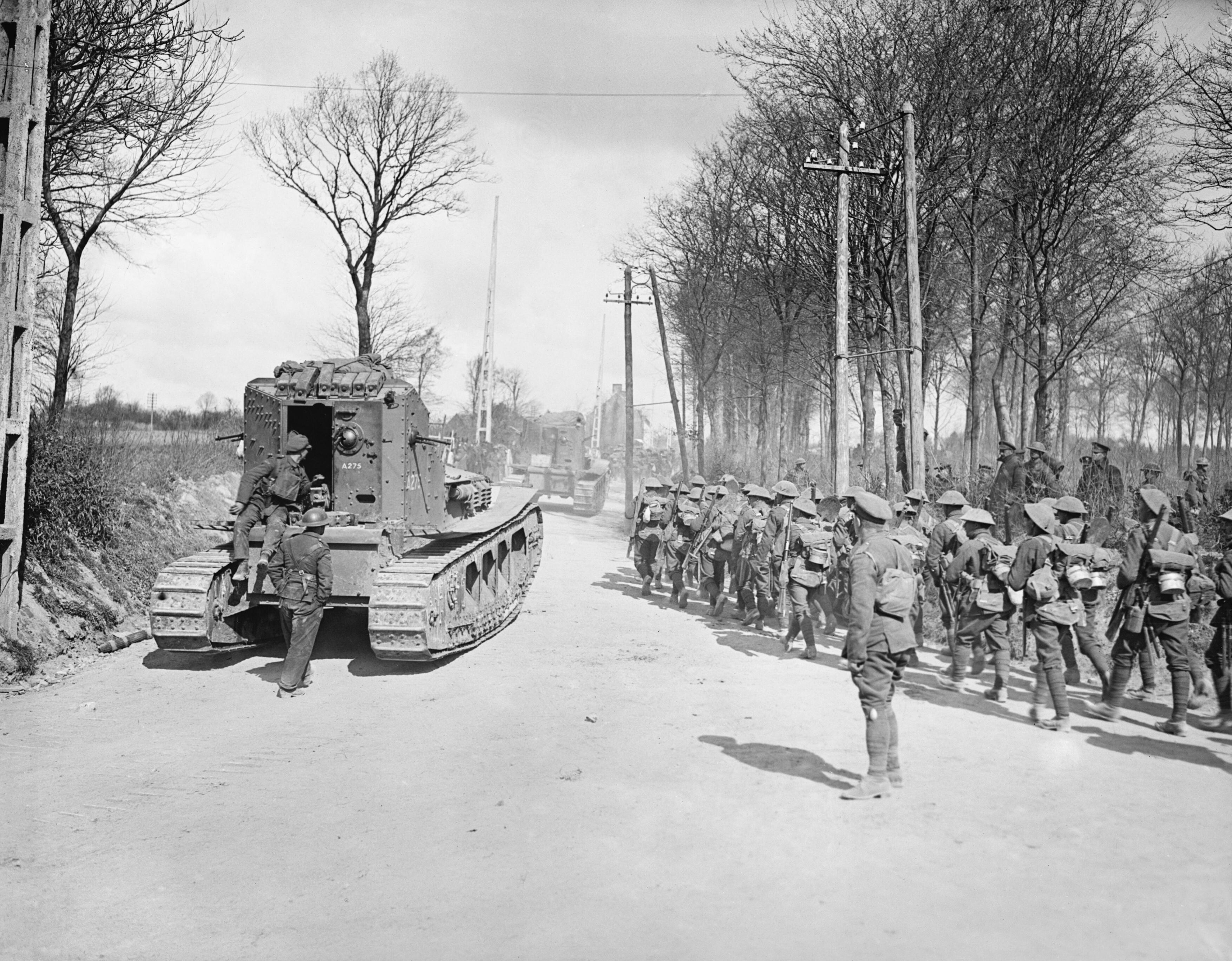
un Whippet en acción.

De los 14 A7V puestos en acción ese día todos tuvieron resultados limitados; dos se volcaron al tratar de cruzar agujeros, otros tuvieron problemas con el motor o el armamento. Después de un contraataque, tres terminaron en manos aliadas. Uno estaba inutilizado y fue desmantelado, el otro fue utilizado por los franceses como blanco para probar proyectiles y el tercero cayó en manos australianas.
El A7V no fue considerado un éxito y Alemania planeó otros diseños, aunque el fin de la guerra canceló todos los proyectos y prototipos (como el Oberschlesien, el K-Wagen y la serie LK). El final de los A7V en la Primera Guerra Mundial fue en noviembre de 1918: un número de ellos fueron destruidos con el fin de las hostilidades. Dos modificados A7Vs, uno de ellos llamado HEDI, fueron utilizados por las tropas del gobierno o Freikorps para reprimir el desorden civil de Berlín en 1919.

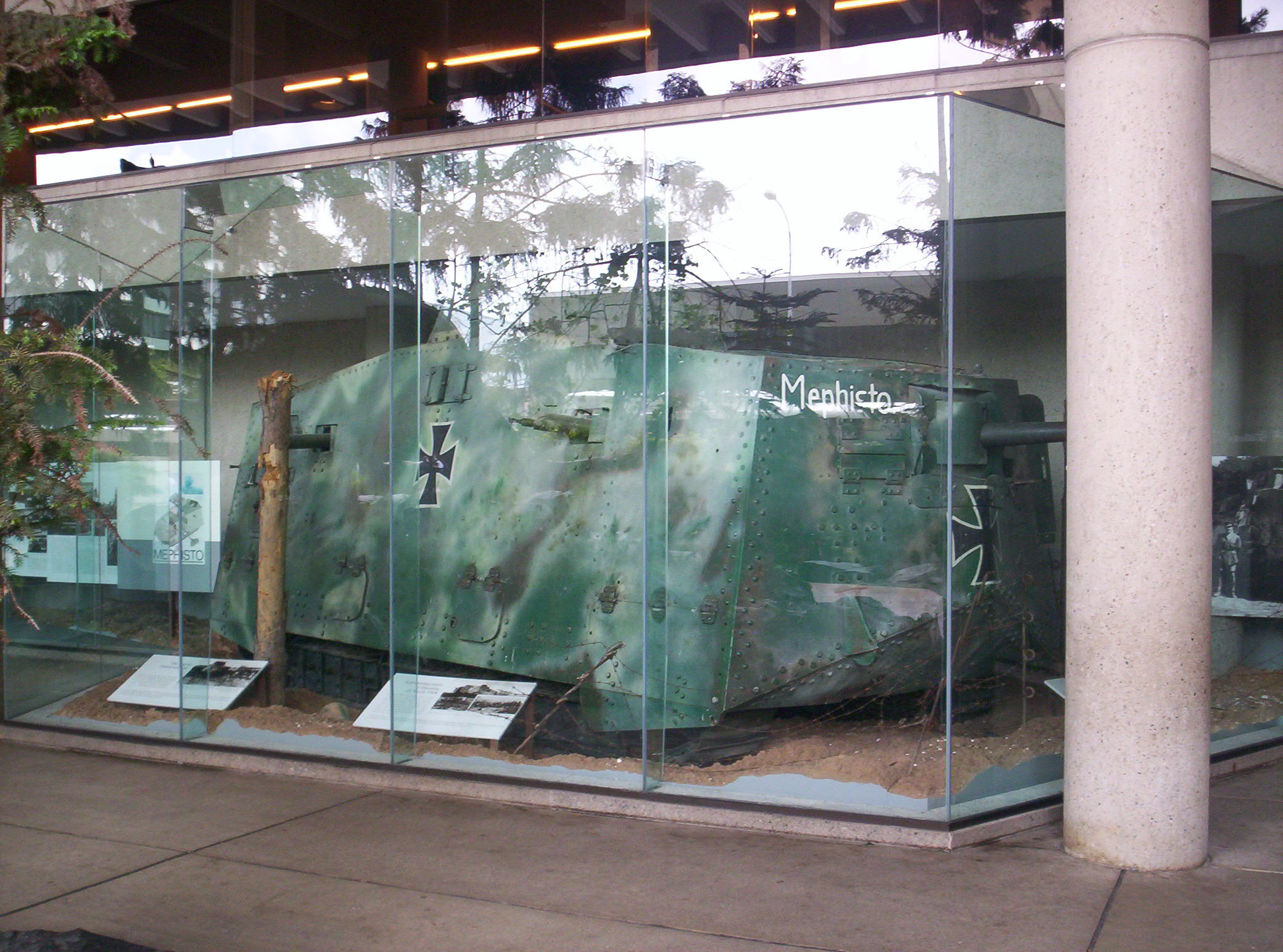
Mephisto, el único A7V superviviente.

La producción de 20 tanques solamente hizo que su contribución fuera muy limitada, y la mayoría de los tanques (en total 180 Mark IV) utilizados por los alemanes en la Primera Guerra Mundial eran tanques británicos o franceses capturados (Beutepanzer). Los franceses habían producido 3600  Renault FT (el tanque más producido en la guerra) y los ingleses 2500 Mark I a V.
El A7V recuperado del campo de batalla por las tropas británicas y australianas (MEPHISTO) se encuentra en el Queensland Museum en Brisbane, Australia, el último superviviente A7V.
Una réplica A7V, nombrado Wotan pero modelado en gran parte en Mephisto, está expuesta en el Deutsches Panzermuseum de Munster, Alemania.
El cañón de un A7V (posiblemente el 504 SCHNUCK) sobrevive en el Museo Imperial de la Guerra en Mánchester, Reino Unido.

## Lista de chasis
501 Gretchen: destruido por los Aliados en 1919 (hembra).
502: destruido por los alemanes en 1918.
503: destruido por los alemanes en octubre de 1918.
504 Schnuck: perdido en Frémicourt en 1918.
505 Baden I: destruido por los Aliados en 1919.
506 Mephisto: perdido el 24 de abril del '18 en Villers-Bretonneux, recuperado por los australianos y actualmente se encuentra en el Queensland Museum.
507 Cyklop: destruido por los Aliados en 1919.
525 Siegfried: destruido por los Aliados en 1919.
526: destruido por los alemanes en junio de 1918.
527 Lotti: perdido en Fuerte Pompelle el 1 de junio de 1918.
528 Hagen: perdido en Fremicourt el 31 de agosto de 1918.
529 Nixe 2: perdido en Reims el 31 de mayo de 1918, recuperado por los estadounidenses y destruido en 1942.
540 Heiland: destruido por los Aliados en 1919.
541: destruido por los Aliados en 1919.
542 Elfriede: perdido en Villers-Bretonneux en abril del 1918.
543 Hagen, Adalbert, König Wilhelm: destruidos por los Aliados en 1919.
560 Alter Fritz: perdido en Iwuy el 11 de octubre de 1918.
561 Nixe: destruido por los alemanes en 1918.
562 Herkules: destruido por los alemanes después del 31 de agosto de 1918.
563 Wotan: destruido por los Aliados en 1919; una réplica del WOTAN fue construida a mediados de los 80 basada en el MEPHISTO, ahora en el Deutsches Panzermuseum Munster, en Munster (Örtze), Alemania.
564: destruido por los Aliados en 1919.